# 旅人異三郎
『旅人異三郎』（たびにん いさぶろう）は、1973年3月24日から同年9月15日まで東京12チャンネル（現・テレビ東京）で放送されていた連続テレビ時代劇である。東京12チャンネルと三船プロダクションの共同製作。日産自動車の一社提供。全26話。放送時間は毎週土曜 21:00 - 21:56 （日本標準時）。

## 概要
人が泣くのを見ていられないほどの人情深い渡世人・はぐれの異三郎が、行く先々で起こる事件を解決するために奮闘する姿を描いた正統派股旅時代劇。
マキノ雅弘が作品全体の監修を担当し、マキノが本作以前に企画参加していた長谷川伸シリーズ（NETテレビ・東映）の第3話「雪の渡り鳥」の主演俳優である杉良太郎が異三郎を演じていた。『大江戸捜査網』の中断期間中に放送された作品であり、製作に関与した三船プロダクションは本作が縁で『大江戸捜査網』の製作も受け持つことになった。
エンディングは、当初は作品本編から続けて入る方式であったが、オープニング映像が第8話で変更になった際、独自のエンディングが新たに設けられた。BGMは渡辺岳夫作曲の劇中音楽で、映像は本編および旧オープニング映像からの流用である。
最終回では、とある旗本の出である異三郎が、自身に代わり跡目を継いだ弟の窮地を救うため、昔馴染みの友人たちとともに、弟を罠に嵌めた悪党どもを退治するというストーリーが展開された。

## 登場人物
はぐれの異三郎
演：杉良太郎
本作の主人公。親分無し・子分無しの渡世人で、笠の向くまま気の向くままの自由な一人旅を続けている。人が泣いているのを見ると辛くなる性分で、その弱い人たちを泣かせる外道に対しては自ら長ドスを振るい、次々と退治していく。元々は代々奥右筆を務めていた旗本・結城家当主の弥之助（佐々木孝丸）の長男であり、本来は異三郎が家督を継ぐはずであったが、堅苦しい武家の生活に嫌気が差し、なおかつ酒に溺れ、渡り中間と博打を打つなどといった放蕩の末、弥之助から廃嫡・勘当される形となり、自らは家督相続の権利を弟の市之進（長澄修）に譲った上で家を出た。その後様々な曲折の末、無宿渡世の道を歩むことになる。最終回で5年ぶりに江戸へ戻り、とある出来事がきっかけで期限付きの閉門処分となった実家の危機を救うべく、昔馴染みの友人たちとともに弟・市之進を罠に嵌めた悪党どもを退治した後、お芳と市之進に宛てた書き置きを残し、一人江戸を去っていった。なお、その後の行方は杳として知れない 。

## スタッフ
- 原作：子母沢寛（「遊侠ものがたり」「弥太郎笠」）
- 監修：マキノ雅弘
- プロデューサー：岡哲男、小糸章淳
- 撮影：山田一夫
- 音楽：渡辺岳夫
- 語り：北村和夫
- 制作：東京12チャンネル、三船プロダクション

## 主題歌
オープニングテーマ「三度笠」
作詞：藤田まさと / 作曲：遠藤実 / 編曲：只野通泰 / 歌：杉良太郎
この曲を手掛けた藤田と遠藤は、杉が出演していた長谷川伸シリーズの主題歌「旅鴉」（歌：五木ひろし）の作詞・作曲者でもある。
挿入歌「異三郎のバラード」
作詞：神坂薫 / 作曲：今井茉至 / 編曲：栗田俊夫 / 歌：杉良太郎

## 放送日程
| 話数   | 放送日         | サブタイトル                   | 脚本              | 監督       | ゲスト出演者 |
| ------ | -------------- | ------------------------------ | ----------------- | ---------- | --- |
| 第1話  | 1973年 3月24日 | ひょっとこ面が淋しく笑った     | 宮川一郎          | マキノ雅弘 | 中野良子（お小夜）、中山仁（松蔵）、工藤堅太郎（竹）、 弓恵子、水島道太郎、玉川良一                                                                                 |
| 第2話  | 3月31日        | やらずの雨に夢が散る           | 高岩肇            | 西山正輝   | 十朱幸代（おきく）、なべおさみ（芳松）、松村達雄（旅僧）、 石山健二郎（太兵衛）、小栗一也                                                                           |
| 第3話  | 4月7日         | 祭太鼓が涙で鳴った             | 宮川一郎          | 西山正輝   | 野川由美子（おせい）、柴田侊彦、神田隆（弥太五郎）、 永井柳太郎、十勝花子（お咲）、長谷川明男（柳之助）、 井上博一（政吉）、堀田真三                                |
| 第4話  | 4月14日        | 仇情を壺振りに賭けた           | 安本莞二          | 丸輝夫     | 江波杏子（隼のお京）、鮎川いずみ（しの）、花柳憲章（互平）、 勝部演之（元蔵）、大木正司                                                                             |
| 第5話  | 4月21日        | おんな仁義が火祭りに映えた     | マキノ雅弘        | マキノ雅弘 | 安田道代（お清）、川地民夫（三太郎）、牧紀子、若松和子、 山岡徹也（亀吉）、松山照夫（助十）、中田喜子（お孝）                                                       |
| 第6話  | 4月28日        | 復讐の鬼が舞い戻った           | 高岩肇            | 池広一夫   | 倍賞美津子（お鶴）、島田順司（清次）、郷鍈治（権蔵）、 井岡文世（お春）、武藤英司 、今福正雄                                                                        |
| 第7話  | 5月5日         | 心の唄が夜空に消えた           | 宮川一郎          | 西山正輝   | 松尾嘉代（お花）、財津一郎（治兵衛）、今井健二（神部弥七郎）、 赤座美代子（お春）、林家こん平（仙太）                                                               |
| 第8話  | 5月12日        | いろは草紙が赤く染った         | 宮川一郎          | 田中徳三   | 吉行和子（おさと）、長門勇（寅五郎）、上野山功一（源三）、 丹羽又三郎、河野弘、浅野進治郎、中村英生（寅吉）、 稲吉靖司（吉）                                        |
| 第9話  | 5月19日        | 二つの心が木曽路に誓った       | 高岩肇            | 西山正輝   | 吉沢京子（おつゆ）、夏八木勲（弥太郎）、吉田義夫（源蔵）、 藤原釜足（義助）、高原駿雄、江戸家猫八（与七郎）                                                         |
| 第10話 | 5月26日        | 愛と憎しみが荒波に散った       | 鈴木兵吾          | 田中徳三   | 珠めぐみ（おえん・お菊）、亀石征一郎（清太郎）、深江章喜（喜十）、 富田仲次郎（鴨川の政五郎）、小峰千代子（きの）                                                   |
| 第11話 | 6月2日         | 渡世の掟が情を斬った           | 直居欽哉          | 西山正輝   | 中村賀津雄（阿佐美の丈吉）、ジュディ・オング（お志津）、 須藤健（岩蔵）、田島義文（常平）、うえずみのる（弥八）                                                     |
| 第12話 | 6月9日         | 峠の茶店に血煙がたった         | 宮川一郎          | 井上昭     | 辰巳柳太郎（伊助）、加藤武（津金代三郎）、服部妙子（お新）、 下條アトム（由次郎）、草野大悟（猪の松）                                                               |
| 第13話 | 6月16日        | つかの間の恋に女心が濡れた     | 鈴木兵吾          | 西山正輝   | 藤村志保（お志乃）、中村伸郎（橋本碩堂）、 草薙幸二郎（地蔵の藤五郎）、 江幡高志（仙造）、津田亜矢子（お仲）、 木村元（国見弥平次）、新津圭一郎（研太）             |
| 第14話 | 6月23日        | 八木節に娘心が踊った           | 安本莞二          | 西山正輝   | 土田早苗（おはる）、寺田農（豊吉）、穂積隆信（木戸屋太吉）、 青野平義（直造）、小林千恵（しず）、八木啓子（みつ）、内田勝正                                         |
| 第15話 | 6月30日        | 親子の愛が墓標に甦った         | 杉山義法          | 池広一夫   | 竹下景子（おつや）、島田正吾（人斬り伊八）、山岡徹也、 黒部進（源蔵）、池田秀一（信次郎）、伊吹聡太朗（鮟鯨安）                                                     |
| 第16話 | 7月7日         | 過ぎし日の面影が宿場に散った   | 宮川一郎          | マキノ雅弘 | 加賀まりこ（お浜）、津川雅彦（伝八）、杉山俊夫（安）、 沼田曜一（茂兵衛）、吉岡ゆり（おきん）                                                                       |
| 第17話 | 7月14日        | 秘めた慕情が霧雨に煙った       | 鈴木兵吾          | 井上昭     | 八千草薫（雪乃）、殿山泰司（了遠和尚）、桜むつ子（おかく）、 川辺久造、西岡徳美（津田与市）、吉田友紀（大三郎）                                                     |
| 第18話 | 7月21日        | かりそめの息子が瞼に生きていた | 高岩肇            | 田中徳三   | 大山克巳（兼五郎）、沢村貞子（お粂）、泉晶子（お光）、 水村泰三（藤太郎）、河野弘（弥太郎）、佐野哲也（伊助）                                                       |
| 第19話 | 7月28日        | 女は俄か雨の中に立っていた     | 宮川一郎          | 井上昭     | 江夏夕子（おはま）、藤巻潤（河合十三郎）、新橋耐子（お玉）、 村田正雄（菊蔵）、中島正二（仙之助）、湊俊一（十兵衛）                                                 |
| 第20話 | 8月4日         | 夫婦の契りが激流に乱れた       | 櫻井康裕          | 西山正輝   | 紀比呂子（おその）、松橋登（栄次）、夏川大二郎（彦兵衛）、 北城寿太郎（広瀬の久蔵）、中島正二（鎌吉）                                                               |
| 第21話 | 8月11日        | 天竜しぶきが絆を結んだ         | 宮川一郎          | 西山正輝   | 三浦布美子（八重）、渡辺篤史（新吉）、澤村宗之助（遠州屋伊助）、 長谷川弘（水輪の清造）、浅野進治郎（三右衛門）                                                     |
| 第22話 | 8月18日        | 黄金地獄を涙が斬った           | 高岩肇            | 松尾昭典   | 香山美子（おゆう）、瑳川哲朗（佐山五郎太）、蜷川幸雄（辰）、 近藤宏（山源）、長島隆一（斉田鉄之助）、京春上（お春）、 柳瀬志朗（富三郎）                            |
| 第23話 | 8月25日        | 友禅模様に父の幻を見た         | 宮川一郎 安西英夫 | 丸輝夫     | 西村晃（人斬り林蔵）、鳥居恵子（お浪）、花柳武始（宗太）、 田島義文（庄五郎）、沼田曜一（四文安）、高原駿雄（勝五郎）                                               |
| 第24話 | 9月1日         | 渡世の義理に罠がしかけられた   | 笠原良三          | 西山正輝   | 北川めぐみ（お絹）、高城淳一（新田の富五郎）、藤山竜一（重兵衛）、 香川良介（山木屋太兵衛）、旭輝子（お種）、伊達三郎（大木源之進）                                 |
| 第25話 | 9月8日         | 渡し船に恋がめばえた           | 宮川一郎          | 井上昭     | 水野久美（お秋）、長谷川明男（藤三郎）、亀石征一郎（俵又十郎）、 外山高士（山形茂十）、植村謙二郎（鬼頭）、菅貫太郎（米田新兵衛）                                   |
| 第26話 | 9月15日        | 惜別の舞に心が騒いだ           | 宮川一郎          | 西山正輝   | 朝丘雪路（お芳）、井上孝雄（畑中源三郎）、 佐々木孝丸（結城弥之助）、 丹羽又三郎（上総屋治助）、天草四郎（井筒屋伊兵衛）、 長澄修（結城市之進）、音羽久米子（お葉） |

## 再放送
本作はテレビ東京系列局のほか、CSのホームドラマチャンネルや時代劇専門チャンネルで再放送されている。東京12チャンネルが1981年10月にテレビ東京へ社名変更してからしばらくの間は、「東京12チャンネル」のテロップ表示箇所をブルーバックで「テレビ東京」と表示するようにしたり、「三船プロダクション」のみの表記にするなどの措置が取られていた。